# Apología del matambre
Apología del matambre è un testo di Esteban Echeverría, incluso nel genere romantico del Costumbrismo, scritto nel 1837. Narra, tra apologetica e satira, di questo tipo di alimento bovino tipico della tradizione rioplatense. Il testo, scritto in prima persona, fa riferimento ad altri cibi stranieri per confrontare quanto siano poco sostanziosi rispetto al matambre. Tra essi c'è la cucina spagnola, riferimento nel quale si intravede una critica ironica della presunta arretratezza letteraria subita dalla Spagna nel XVIII secolo. L'autore riscatta l'eufonia della parola matambre e il significato della sua costruzione composta (mata-hambre), oltre a personificarla, chiamandola "Señor". Inoltre, il testo non manca di didattica; l'autore spiega, tra gli altri dettagli, la tenerezza di questo taglio di carne nei torelli e la sua durezza nei tori. Risalta l'importanza che Echeverría conferisce all'osmazoma (l'odore del brodo prodotto dalla carne) nell'apprezzamento della cottura e successiva degustazione.